# Scotopteryx gallica
Scotopteryx gallica là một loài bướm đêm trong họ Geometridae.